# فرتیل (آیووا)
فرتیل (به انگلیسی: Fertile) شهری در ایالت آیووا کشور ایالات متحده آمریکا است که جمعیت آن در سرشماری سال ۲۰۱۰ میلادی، ۳۷۰ نفر بوده‌است.